# Separabilitätssatz von Marczewski
Der Separabilitätssatz von Marczewski (englisch Marczewski’s separability theorem) – auch als Satz von Marczewski bezeichnet – ist ein Lehrsatz des mathematischen Teilgebiets der Allgemeinen Topologie. Er geht auf eine Arbeit des polnischen Mathematikers Edward Marczewski aus den Jahren 1947 zurück und behandelt das Problem der Separabilität des Produkts gewisser topologischer Räume.

## Formulierung des Satzes
Der Satz lässt sich zusammengefasst angeben wie folgt:
Gegeben sei eine nichtleere Familie {\displaystyle (X_{i})_{i\in I}\;(I\neq \emptyset )} von Hausdorffräumen, welche allesamt aus zwei oder mehr Elementen bestehen sollen, und es sei
{\displaystyle X=\prod _{i\in I}X_{i}}
deren topologisches Produkt.
Dann gilt:
Der Produktraum {\displaystyle X} ist separabel genau dann, wenn jeder der Räume {\displaystyle X_{i}} separabel ist und wenn darüber hinaus die Indexmenge {\displaystyle I} höchstens die Mächtigkeit des Kontinuums hat.

## Verwandter Satz
Ein dem Separabilitätssatz von Marczewski eng verwandter Satz ist der folgende, der von manchen Autoren Satz von Hewitt–Marczewski–Pondiczery (englisch Hewitt–Marczewski–Pondiczery theorem) genannt wird:
Ist {\displaystyle \tau } eine unendliche Kardinalzahl und ist {\displaystyle X=\prod _{i\in I}X_{i}} das Produkt von {\displaystyle |I|\leq 2^{\tau }} topologischen Räumen {\displaystyle X_{i}} und enthalten diese Räume allesamt dichte Teilmengen, deren Mächtigkeit höchstens {\displaystyle \tau } ist, so umfasst der Produktraum {\displaystyle X} seinerseits eine dichte Teilmenge, deren Mächtigkeit höchstens {\displaystyle \tau } ist.

## Anmerkung zur Namensgebung
Kenneth Allen Ross und Arthur Harold Stone rechnen den Separabilitätssatz dem US-amerikanischen Mathematiker Ralph Boas zu, in dessen Arbeit aus dem Jahre 1944 – die Boas unter dem Pseudonym E. S. Pondiczery veröffentlichte – dieses Resultat auch enthalten ist.